# The Dark Side of the Moon
The Dark Side of the Moon (auch Dark Side of the Moon) ist das achte Studioalbum der britischen Rockband Pink Floyd. Das Konzeptalbum erschien 1973, zählt mit über 50 Millionen verkauften Einheiten zu den weltweit meistverkauften Musikalben und wurde zum Dauerbrenner in den internationalen Albumcharts.

## Entstehung

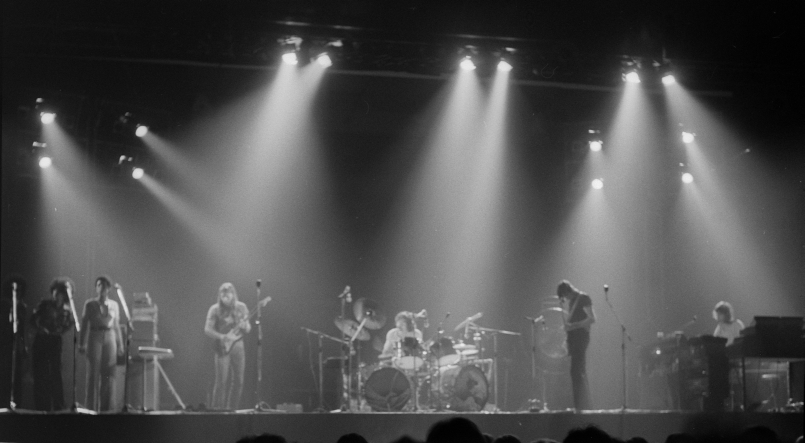
Pink Floyd 1973

Die Idee kam dem Bassisten Roger Waters bereits im Herbst 1971. Seine Erfahrungen mit dem Niedergang des einstigen Pink-Floyd-Mitglieds Syd Barrett schuf den thematischen Rahmen: Was kann sensible Menschen in den Wahnsinn treiben? Waters wollte zeigen, wie seiner Meinung nach anonyme Machtstrukturen wie Geld oder Zeit Menschen zerstören können. Auch ernüchternde Erfahrungen mit dem Musikbusiness und der Verlust einer Utopie, an die etwa noch die Hippiegeneration glaubte, färbten auf die Texte ab. Dies entsprach dem damaligen Zeitgeist: Wichtige Vordenker der 1968er wie Herbert Marcuse hatten einen engen Zusammenhang zwischen gesellschaftlichen Strukturen und psychischer Gesundheit propagiert; Begriffe wie Entfremdung oder Verdrängung waren en vogue. Nach den Unruhen um 1968 zogen sich viele ihrer Protagonisten aus der Öffentlichkeit in eine neue Innerlichkeit zurück. In der Popmusik der Zeit wurden diese Entwicklungen reflektiert; John Lennon verarbeitete seine Psychotherapie etwa auf seinem Urschrei-Album.
Da die Band Medicine Head kurz zuvor ebenfalls ein Album namens Dark Side of the Moon herausgebracht hatte, gab es Überlegungen, das Pink-Floyd-Werk Eclipse zu nennen. Erst als die Medicine-Head-Veröffentlichung erfolglos blieb, wurde der ursprüngliche Albumtitel beibehalten. Er ist eine Textzeile aus Brain Damage, dem vorletzten Song des Albums. 

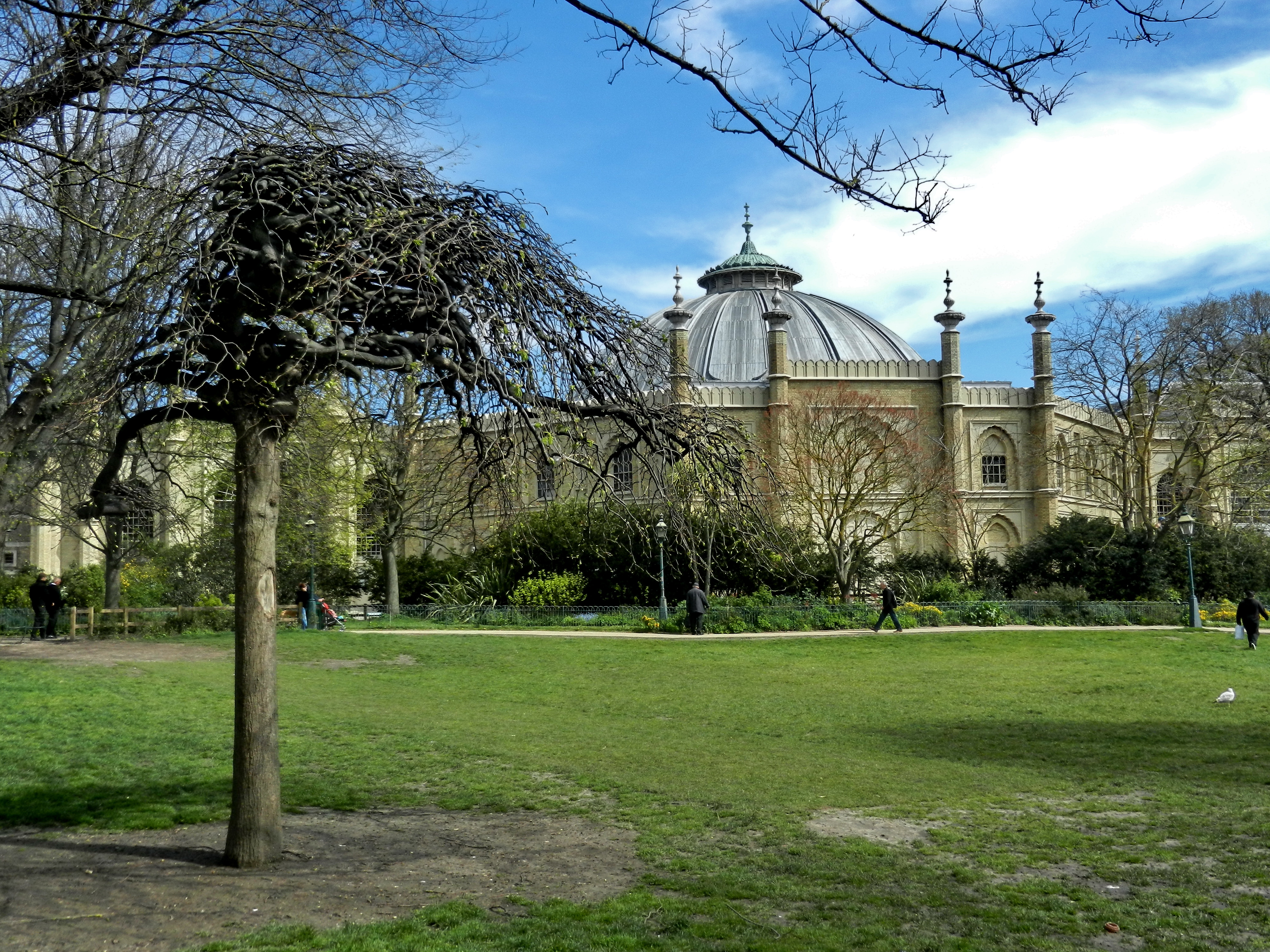
Der Dome in Brighton, in dem The Dark Side of the Moon erstmals 1972 aufgeführt wurde

Teile des Materials zu The Dark Side of the Moon wurden erstmals am 20. Januar 1972 im „The Dome“ in Brighton vorgestellt, wegen technischer Probleme musste die Band jedoch nach Money ihren Auftritt beenden. Ein Mitschnitt des vollständigen Konzertes vom 17. Februar 1972 kam unter dem Titel Live – The Best Of Tour 72 als Raubpressung in den Handel. Perfektioniert zum geschlossenen Album-Zyklus sollte es bis zum Juli 1975 in kompletter LP-Länge auf jedem Pink-Floyd-Konzert gespielt werden.
Das Album wurde in den Londoner Abbey Road Studios von Juni 1972 bis Januar 1973 aufgenommen. Toningenieur war der damals erst 23-jährige Alan Parsons, der vorher schon an Produktionen der Beatles beteiligt gewesen war. Trotz des enormen kommerziellen Erfolgs erhielt The Dark Side Of The Moon nur eine Grammy-Nominierung: für Alan Parsons in der Kategorie „Best Engineered Recording“. Neben den Gruppenmitgliedern wirkten mit: Dick Parry (Saxophon auf Money und Us and Them), Clare Torry (Gesang auf The Great Gig in the Sky) sowie Doris Troy, Lesley Duncan, Liza Strike, Barry St. John (alle Backing Vocals). Außerdem sind kurze Fragmente aus Interviews enthalten, die Roger Waters mit zufällig Anwesenden geführt hat, insbesondere Studiomitarbeitern und Musikern von Wings. Paul McCartneys Wortbeitrag wurde allerdings nicht verwendet. Das Werk schließt mit einem Satz des zum Thema befragten Studio-Pförtners:

“There is no dark side in the moon, really; [as a] matter of fact it’s all dark.”

„Es gibt beim Mond keine dunkle Seite; tatsächlich ist er ganz dunkel.“

Sein darauffolgender Satz “The only thing that makes it look (a)light is the sun.” („Das Einzige, was ihn leuchten lässt, ist die Sonne.“) wurde auf dem Album nicht verwendet.
Auf den meisten CD-Pressungen lässt sich während der ausklingenden Herzschläge am Ende von Eclipse eine kaum hörbare Orchesterfassung des Beatles-Songs Ticket to Ride ausmachen. Genaue Ursache und Zweck dieses Zitats sind bislang unbekannt. Obwohl dieser Effekt auch auf hochwertigen Vinylpressungen aus der Zeit vor der CD-Ära (z. B. EMI Pro-Use-Series EMLF-97002, erstmals 1978 in Japan veröffentlicht) nachgewiesen werden kann, hält sich nach wie vor die Meinung, es handle sich um einen Fehler, der erst beim Mastering für die Compact Disc entstanden sei (reguläre Vinylpressungen vermögen die Episode wegen ihres Grundrauschens kaum wiederzugeben).

## Stil
Das Album zeigt, dass Pink Floyd ihre Alben zunehmend professioneller produzierten. Besonders der großflächige Einsatz von Synthesizern stellte den Anschluss an damals in der Popmusik aktuelle Entwicklungen her. Daneben charakterisiert aber David Gilmours melodisches, Blues-beeinflusstes Gitarrenspiel weiterhin die Musik auf dem Album.
Zugleich prägen auch immer noch einige surreale und bizarre Momente das Album. Besonders auffallend sind die gesprochenen Passagen, die sogleich das Intro Speak to Me bestimmen. Diese Klangcollage beginnt mit dem Pochen eines Herzschlags, über dem sich mehrere Personen zu den zentralen Themen des Konzeptalbums auslassen: Tod, Wahnsinn und Gewalt. Nach einer Idee des Toningenieurs Alan Parsons erhielten die beiden Single-Auskopplungen Time und Money mit geloopten Sequenzen von mehreren synchron schellenden Weckern beziehungsweise dem Klingeln einer Registrierkasse jeweils ein ungewöhnliches Intro. Money ist bis auf den Gitarrensolo-Mittelteil, der im 4/4-Takt gespielt wird, im Rockmusik-untypischen 7/4-Takt gehalten. Das Stück On the Run beschreibt die Angst vor dem Reisen. Unter Umständen spielte bei der Entstehung dieses Stücks, das sich von Auftritt zu Auftritt weiter entwickelte, die Flugangst von Roger Waters eine Rolle. Die Geräusche eines explodierenden Flugzeuges, mit denen der Song ausklingt, bringen das Thema auf den Punkt. Es basiert auf einer Synthesizer-Schleife, die um klangcollagenhafte Elemente ergänzt wurde, und stellt damit eine Frühform des Techno dar. Auffällig bei der Harmonik des Albums ist die sehr häufig und in zirkelförmiger Form verwendete Akkordfolge II-V (zum Beispiel Em7 – A7).

Schema-Darstellung eines lichtbrechenden Prismas.

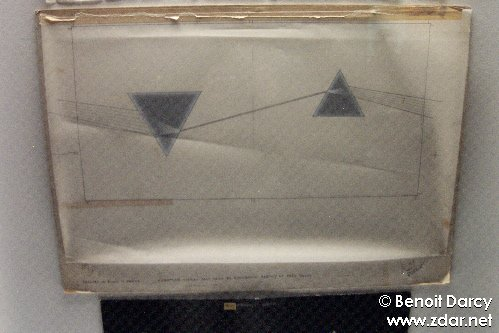
Einer der ersten Entwürfe des Covers

## Artwork
Das Plattencover wurde von George Hardie vom Hipgnosis-Designstudio entwickelt. Die Covergestaltung stammt von Storm Thorgerson. Sie zeigt vor schwarzem Hintergrund die Brechung eines weißen Lichtstrahls an einem Prisma, der sich dadurch in die Spektralfarben auffächert. Dieses Motiv ist ein Zitat von einem Klassiker des Schallplattencovers, den Alex Steinweiss 1942 für Beethovens 5. Klavierkonzert gestaltet hatte – wobei das Klavier von Steinweiss’ Original durch ein Prisma ersetzt wurde. Die aufgefächerten Spektralfarben setzen sich im aufgeklappten Teil des Covers fort und beschreiben dort graphisch einen Herzschlag, wie er am Anfang und am Ende der Platte zu hören ist. Für die Neuauflagen zum 20. und zum 30. Jubiläum der Albenveröffentlichung wurde in den Jahren 1993 und 2003 das Cover optisch erneuert, das Motiv jedoch beibehalten.

## Albumversionen
Es ist eines der wenigen Alben, die auch in einer Quadrofonie-LP-Version, in etwa vergleichbar mit 4.0-Raumklang, existieren. Es erschien als so genannte „Quadrophonic 8-Track-Cassette“, die wie die Quadrophonie-LP in den frühen 1970ern nur wenig, vor allem aber in den Vereinigten Staaten, verbreitet war. Die 4-Spur- und 8-Spur-Cassetten sind jedoch nicht zu verwechseln mit der Compact Cassette, die ein völlig anderes Format hat.
Das Album ist 1983 zum ersten Mal auf CD erschienen und danach häufig remastert worden. 1993 erschien eine Spezialedition anlässlich des 20. Jubiläums von The Dark Side of the Moon. Der hierfür angefertigte Remaster wurde auch für spätere Versionen genutzt. 2003 erschien eine Spezialedition anlässlich des 30. Jubiläums von The Dark Side of the Moon. Es gibt neben einem neuen Remaster auch eine von James Guthrie abgemischte Version in 5.1-Kanal-Raumklang auf SACD.
2011 erschien das Album im Zuge der Kampagne Why Pink Floyd...? als „Immersion Box“, die unter anderem den originalen Quadrophonie-Mix von Alan Parsons aus dem Jahr 1973, die 5.1-Mischung von James Guthrie von 2003, sowie unveröffentlichtes Live- und Studiomaterial enthält. Der aktuelle Remaster wurde im Zuge dieser Kampagne von James Guthrie und Joel Plante angefertigt.
2023 veröffentlichen Pink Floyd zum 50. Jahrestag der Erstveröffentlichung The Dark Side of the Moon als Box-Set, das die digital aufbereitete Version des Albums, unter anderem als Blu-Ray-Dolby-Atmos-Version, sowie ein Fotobuch und eine LP des 1974er Konzerts in Wembley enthielt. Ebenfalls zum Jahrestag veröffentlichte Roger Waters eine vollständige Neuaufnahme The Dark Side of the Moon Redux als Soloalbum.
Variationen des Titels
Im Laufe der Zeit hatte The Dark Side of the Moon verschiedene Titel. Zuerst hieß es Eclipse: A Piece for Assorted Lunatics, dann The Dark Side of the Moon: A Piece for Assorted Lunatics und bei der Erstveröffentlichung auf LP und auf CD wurde es nur Dark Side of the Moon genannt. So heißt es auch auf anderen Veröffentlichungen.

## Titelliste
| # (LP)*1 | # (CD)*2 | Titel                    | Dauer | Musik                                                                    | Text         |
| -------- | -------- | ------------------------ | ----- | ------------------------------------------------------------------------ | ------------ |
| A.1 / 1  | 1        | Speak to Me              | 3:57  | Nick Mason                                                               |              |
| A.2 / 2  | 1        | Breathe                  | 3:57  | Roger Waters, David Gilmour, Richard Wright                              | Roger Waters |
| A.3 / 3  | 2        | On the Run               | 3:31  | David Gilmour, Roger Waters, Richard Wright (Synthsequenz auf EMS VCS 3) |              |
| A.4 / 4  | 3        | Time                     | 7:05  | Nick Mason, Roger Waters, Richard Wright, David Gilmour                  | Roger Waters |
| A.4 / 4  | 3        | Breathe Reprise          | 7:05  | Roger Waters, David Gilmour, Richard Wright                              | Roger Waters |
| A.5 / 5  | 4        | The Great Gig in the Sky | 4:47  | Richard Wright*3                                                         |              |
| B.1 / 6  | 5        | Money                    | 6:23  | Roger Waters                                                             | Roger Waters |
| B.2 / 7  | 6        | Us and Them              | 7:48  | Richard Wright                                                           | Roger Waters |
| B.3 / 8  | 7        | Any Colour You Like      | 3:25  | David Gilmour, Nick Mason, Richard Wright                                |              |
| B.4 / 9  | 8        | Brain Damage             | 3:50  | Roger Waters                                                             | Roger Waters |
| B.5 / 10 | 9        | Eclipse                  | 2:06  | Roger Waters                                                             | Roger Waters |

*1 zeigt die Titelfolge, wie sie auf der LP / CD aufgedruckt ist.

*2 zeigt die tatsächlichen CD-Tracks.

*3 2004 erhob die Sängerin Clare Torry, die im Studio den Gesangsteil zu The Great Gig in the Sky improvisiert und dafür eine übliche Studiomusiker-Gage erhalten hatte, gerichtlich den Anspruch auf Tantiemen. Auf der 2006 erschienenen P.U.L.S.E-DVD wird die Urheberschaft erstmals wie folgt akkreditiert: Wright/Vocal composition by Clare Torry.
Es existieren auch Ausgaben der CD (z. B.: Mobile Fidelity Gold-CD), die zehn Tracks aufweisen, da Speak to Me und Breathe auf zwei Tracks (1 und 2) aufgeteilt wurden.

## Veröffentlichungen mit Bezug aufThe Dark Side of the Moon
Auf dem Pink-Floyd-Livealbum Pulse (1995) ist eine vollständige Darbietung des Albums enthalten. Der Mitschnitt stammt aus der letzten Tournee der Band in der Formation ohne Roger Waters. 2006 erschien die gleichnamige DVD, die dem Zuschauer eine aufwändige visuelle Inszenierung des Albums mit runder Großleinwand und eigens dafür angefertigten Clips zugänglich macht.
Der Regisseur Matthew Longfellow drehte 1997 eine Making-of-Dokumentation ab, die 2003 unter dem Titel Classic Albums – The Making of Dark Side of the Moon auf DVD erschienen ist. Musiker und Mitwirkende kommen in einer 93-minütigen Sendung zu Wort.
Das Album diente in den letzten Jahren gehäuft als Vorlage für mehr und weniger ungewöhnliche Neuinterpretationen. Die Formation Easy Star All-Stars veröffentlichte 2003 eine Dub/Reggae-Version namens Dub Side of the Moon, die das Albumkonzept ironisch auf die eigene Subkultur ummünzt: Das Kassenklingeln zu Beginn des Stücks Money wurde durch eine rhythmische Collage um Raucherhusten, Feuerzeuggeräusche und das Blubbern einer Wasserpfeife ersetzt. Das A-cappella-Projekt Vocomotion spielte 2005 eine Neuinterpretation unter dem Titel Dark Side of the Moon a cappella ein. Darin werden sämtliche Instrumente durch Gesang oder Beatboxing imitiert. Die Progressive-Metal-Band Dream Theater spielte das komplette Album während ihrer Welttournee 2005 als Zugabe live und veröffentlichte einen Livemitschnitt auf DVD und CD über ihr eigenes Musiklabel YtseJam Records.
Im Oktober 2008 veröffentlichte Extrawelt, das Minimalprojekt von Arne Schaffhausen & Wayan Raabe, auf dem Album Schöne Neue Extrawelt den Track Dark Side Of My Room.
Ende 2009 veröffentlichte die Band The Flaming Lips eine radikale Neuinterpretation des gesamten Albums.
Die Industrial-Metal-Band Ministry benannte eines ihrer Alben Dark Side of the Spoon, anspielend auf die verrußte Unterseite eines Löffels (engl. ‚spoon‘), der zum Aufkochen von anschließend intravenös injiziertem Heroin genutzt wird, und die Drogenvergangenheit ihres Sängers Al Jourgensen.
Auf dem Cover des Albums The Sunny Side of the Moon: The Best of Richard Cheese von Richard Cheese wird der Lichtstrahl nicht wie bei The Dark Side of the Moon von einem Prisma, sondern von einem Martiniglas gebrochen.
Klaus Schulze nahm zusammen mit Pete Namlook zwischen 1994 und 2008 eine Serie von 11 CDs unter dem Titel The Dark Side Of The Moog auf; auch die Titel der einzelnen Stücke tragen verballhornte Titel von Pink Floyd-Alben oder -Stücken. Bereits 1976 gab es auf dem Album Strange New Flesh der Band Colosseum II ein Instrumentalstück mit dem Titel Dark Side of the Moog.
Die dunkle Seite des Mondes ist der Titel eines Romans von Martin Suter aus dem Jahre 2000. Der Titel (deutsch für ‚The dark side of the moon‘) spielt einerseits auf eine Aussage des Romanprotagonisten an, wonach dieses Album von Pink Floyd die beste Musik für einen Drogentrip sei, andererseits auf seine eigene Entwicklung im Verlauf des Romans.
Ab Februar 2010 zeigte das Schweizer Theater Rigiblick eine Version, bei der die Musik von Pink Floyd für Streichquartett und Piano umarrangiert wurde. Die Musik wurde zusammen mit einem Text von Ray Bradbury zum Stück To the Dark Side of the Moon verwoben. Es spielten das Galatea Quartett und Daniel Rohr.
Der Musiker Nguyên Lê veröffentlichte 2014 die CD Celebrating The Dark Side of The Moon auf der, orchestriert von Michael Gibbs, zusammen mit der NDR-Bigband die Titel des Albums interpretiert werden.

## Rezeption
Trotz des großen kommerziellen Erfolgs waren viele Kritiker zunächst wenig glücklich mit der perfekt produzierten Musik des Albums und hielten diese für zu eingängig: The Dark Side of the Moon sei Musik für „Hifi-Snobs“, hieß es etwa. In der Zeitschrift Sounds wurde das Album als Ausverkauf früherer künstlerischer Erfolge bezeichnet: „Die Pink Floyd leben mittlerweile davon, sich selbst zu zitieren und zu kopieren, was heißen soll: Sie glänzen durch Einfallslosigkeit.“ Die Musik sei nur mehr „billiger Gebrauchsrock vom Fließband mit ergreifenden ‚Aaahs‘ und ‚Ooohs‘“, interessant sei eigentlich nur die letzte Textzeile des Liedes Brain Damage: „Sie lautet ‚See you on the dark side of the moon‘, und das sagt aus, wo man die Pink Floyd heute findet: hinterm Mond.“
Im Laufe der Zeit änderte sich dies; das Album ist heute längst als Schlüsselwerk des Progressive Rock kanonisiert: Im Juli 2010 kürte die britische Musikzeitschrift Classic Rock The Dark Side of the Moon zu einem der 50 Musikalben, die den Progressive Rock prägten. In der Liste des renommierten Fachblattes Rolling Stone der 500 besten Alben aller Zeiten rangiert die LP auf Platz 43, und im Juni 2015 wählte die Zeitschrift das Album auf Platz 1 der 50 besten Progressive-Rock-Alben aller Zeiten.

## Kommerzieller Erfolg

### Chartplatzierungen
The Dark Side of the Moon stieg erstmals am 15. April 1973 auf Rang fünf der deutschen Albumcharts ein. Seine beste Chartnotierung erreichte das Album fünf Monatsausgaben später, am 15. August 1973, mit Rang drei. Das Album musste sich lediglich dem Sampler Wim Thoelke präsentiert 3 × 9 – Ausgabe 1973 sowie dem Spitzenreiter Non Stop Dancing ’73/2 von James Last geschlagen geben. Am Ende des Jahres belegte das Album Rang sechs der Album-Jahrescharts. Seit seiner Veröffentlichung platziert sich das Album in unregelmäßigen Abständen immer wieder in den deutschen Albumcharts. In der Chartwoche vom 9. Dezember 2022 überschritt The Dark Side of the Moon die Schwelle von 150 Chartwochen, damit zählt es zu den erfolgreichsten Dauerbrenner-Alben in Deutschland. The Dark Side of the Moon avancierte zum bis dato sechsten Chartalbum von Pink Floyd, es war nach Atom Heart Mother ihr zweites Top-10-Album. Mit dem Album erzielte die Band zunächst ihre beste Chartnotierung in Deutschland, diese wurde 1977 von Animals übertroffen, welches seinerzeit die Chartspitze erreichte.
In Österreich stieg das Album ebenfalls am 15. April 1973 auf Rang fünf ein und erreichte im Folgemonat die Chartspitze. Am Jahresende belegte das Album die Chartspitze der Jahrescharts. Die Band platzierte sich hiermit zum ersten Mal in den österreichischen Albumcharts. In der Schweiz stieg das Album erstmals am 30. Juli 2006 auf Rang 47 ein, die Einführung der Schweizer Albumcharts erfolgte erst im Jahr 1983. Seine beste Platzierung gelang dem Album am 2. April 2023 mit Rang fünf. Für Pink Floyd wurde es zum bis dato achten Chart- und zugleich Top-10-Album in der Schweiz.
Im Vereinigten Königreich stieg The Dark Side of the Moon in der Chartwoche vom 25. März 1973 auf Rang zwei ein, was zugleich die beste Platzierung darstellte. Das Album musste sich lediglich dem Sampler 20 Flash Back Greats of the Sixties geschlagen geben. Das Album konnte sich 573 Wochen in den Top 100 platzieren, davon 43 in den Top 10, solange wie kein anderes Pink-Floyd-Album in den britischen Charts. In unregelmäßigen Abständen platziert sich das Album in den Jahrescharts, seine beste Notierung erreichte es 1975 mit Rang 19.
In den US-amerikanischen Billboard 200 stieg The Dark Side of the Moon am 17. März 1973 auf Rang 95 ein. Am 28. April 1973 schaffte das Album den Sprung an die Chartspitze. Das Album avancierte zum neunten Chartalbum für Pink Floyd in den Billboard 200, erstmals erreichte sie die Chartspitze sowie die Top 10. Die beste Platzierung zuvor war Rang 46 mit Obscured by Clouds am 19. August 1972. The Dark Side of the Moon konnte sich bislang 990 Wochen in den Charts platzieren, solange wie kein anderes Pink-Floyd-Album in den US-amerikanischen Albumcharts. Wie im Vereinigten Königreich platziert sich das Album auch hier in unregelmäßigen Abständen in den Jahrescharts, seine beste Notierung erreichte es 1974 mit Rang elf.
| ChartsChartplatzierungen       | Höchstplatzierung | Wochen |
| ------------------------------ | ----------------- | ------ |
| Deutschland (GfK)              | 3 (217 Wo.)       | 217    |
| Österreich (Ö3)                | 1 (150 Wo.)       | 150    |
| Schweiz (IFPI)                 | 5 (150 Wo.)       | 150    |
| Vereinigte Staaten (Billboard) | 1 (990 Wo.)       | 990    |
| Vereinigtes Königreich (OCC)   | 2 (574 Wo.)       | 574    |

| ChartsJahrescharts (1973)      | Platzierung |
| ------------------------------ | ----------- |
| Deutschland (GfK)              | 6           |
| Österreich (Ö3)                | 1           |
| Vereinigte Staaten (Billboard) | 12          |

| ChartsJahrescharts (1974)      | Platzierung |
| ------------------------------ | ----------- |
| Vereinigte Staaten (Billboard) | 11          |

| ChartsJahrescharts (1975)      | Platzierung |
| ------------------------------ | ----------- |
| Vereinigte Staaten (Billboard) | 70          |
| Vereinigtes Königreich (OCC)   | 19          |

| ChartsJahrescharts (1976)    | Platzierung |
| ---------------------------- | ----------- |
| Vereinigtes Königreich (OCC) | 37          |

| ChartsJahrescharts (1977)    | Platzierung |
| ---------------------------- | ----------- |
| Vereinigtes Königreich (OCC) | 36          |

| ChartsJahrescharts (1980)      | Platzierung |
| ------------------------------ | ----------- |
| Vereinigte Staaten (Billboard) | 80          |

| ChartsJahrescharts (1982)      | Platzierung |
| ------------------------------ | ----------- |
| Vereinigte Staaten (Billboard) | 65          |

| ChartsJahrescharts (1983)      | Platzierung |
| ------------------------------ | ----------- |
| Vereinigte Staaten (Billboard) | 95          |

| ChartsJahrescharts (1993)    | Platzierung |
| ---------------------------- | ----------- |
| Vereinigtes Königreich (OCC) | 98          |

| ChartsJahrescharts (2012)      | Platzierung |
| ------------------------------ | ----------- |
| Vereinigte Staaten (Billboard) | 193         |

| ChartsJahrescharts (2014)      | Platzierung |
| ------------------------------ | ----------- |
| Vereinigte Staaten (Billboard) | 200         |

| ChartsJahrescharts (2015)      | Platzierung |
| ------------------------------ | ----------- |
| Vereinigte Staaten (Billboard) | 183         |

| ChartsJahrescharts (2017)    | Platzierung |
| ---------------------------- | ----------- |
| Vereinigtes Königreich (OCC) | 94          |

| ChartsJahrescharts (2023)    | Platzierung |
| ---------------------------- | ----------- |
| Deutschland (GfK)            | 30          |
| Österreich (Ö3)              | 23          |
| Schweiz (IFPI)               | 36          |
| Vereinigtes Königreich (OCC) | 90          |

| ChartsJahrescharts (2024) | Platzierung |
| ------------------------- | ----------- |
| Österreich (Ö3)           | 41          |

### Auszeichnungen für Musikverkäufe
The Dark Side of the Moon verkaufte sich weltweit über 50 Millionen Mal, womit es zu einem der meistverkauften Musikalben der Geschichte zählt. Zusammen mit Back in Black von AC/DC, das sich ebenfalls über 50 Millionen Mal verkaufte, rangiert es an zweiter Stelle. Lediglich Thriller von Michael Jackson konnte mit über 67 Millionen verkauften Einheiten weltweit mehr Tonträger absetzen. In Deutschland wurde das Album im Jahr 2023 mit einer dreifachen Platin-Schallplatte für über 1,5 Millionen verkaufte Einheiten ausgezeichnet, damit zählt es zu einem der meistverkauften Musikalben des Landes. In den Vereinigten Staaten wurde das Album im Jahr 1998 mit 15 Platin-Schallplatten für über 15 Millionen verkaufte Einheiten ausgezeichnet, auch hier zählt es zu den meistverkauften Musikalben des Landes.
| Land/Region                  | Auszeichnungen für Musikverkäufe (Land/Region, Auszeichnung, Verkäufe) | Verkäufe   |
| ---------------------------- | ---------------------------------------------------------------------- | ---------- |
| Argentinien (CAPIF)          | 2× Platin                                                              | 120.000    |
| Australien (ARIA)            | 14× Platin                                                             | 1.020.000  |
| Belgien (BRMA)               | Gold                                                                   | 25.000     |
| Dänemark (IFPI)              | 5× Platin                                                              | 100.000    |
| Deutschland (BVMI)           | 3× Platin                                                              | 1.500.000  |
| Frankreich (SNEP)            | Platin                                                                 | 2.500.000  |
| Griechenland (IFPI)          | —                                                                      | 45.000     |
| Island (IFPI)                | Gold                                                                   | 2.500      |
| Italien (FIMI)               | 8× Platin                                                              | 1.400.000  |
| Kanada (MC)                  | 2× Diamant                                                             | 2.000.000  |
| Neuseeland (RMNZ)            | 16× Platin                                                             | 240.000    |
| Österreich (IFPI)            | 2× Platin                                                              | 100.000    |
| Polen (ZPAV)                 | Platin · + 2× Platin (Re-Issue)                                        | 110.000    |
| Portugal (AFP)               | Platin                                                                 | 15.000     |
| Russland (NFPF)              | Platin                                                                 | 20.000     |
| Tschechien (IFPI)            | Gold                                                                   | 50.000     |
| Vereinigte Staaten (RIAA)    | 15× Platin                                                             | 15.000.000 |
| Vereinigtes Königreich (BPI) | 16× Platin                                                             | 4.800.000  |
| Insgesamt                    | 3× Gold · 77× Platin · 3× Diamant ·                                    | 28.427.500 |

Hauptartikel: Pink Floyd/Auszeichnungen für Musikverkäufe

## Bibliografie
Dokumentationen
- Classic Albums: Pink Floyd – The Dark Side Of The Moon, Edel records GmbH 2003

Literatur
- John Harris: Pink Floyd und The Dark Side of the Moon. Die Entstehung eines Meisterwerks. Hannibal, Höfen 2006, ISBN 3-85445-272-1.
- Brian Southall: Dark Side of the Moon Revealed: The real story of Pink Floyd's landmark album, Clarksdale 2013, ISBN 978-1-905959-98-3.